# Парламентські вибори у Швейцарії 2011
Парла́ментські ви́бори у Швейца́рії відбулись 23 жовтня 2011. На виборах перемогу здобула Швейцарська народна партія, що набрала 25,9 % голосів. На 2. місці — Соціал-демократична партія з 18,1 % голосів.
На виборах у швейцарії виборці голосують поштою, зазвичай — заздалегідь. Обирають 200 депутатів у велику палату парламенту.